# John Bent
John Bent   (Eagles Mere, 5 d'agost de 1908 - Lake Forest, 5 de juny de 2004) va ser un jugador d'hoquei sobre gel estatunidenc que va competir durant les dècades de 1920 i 1930. Estudià a la Universitat Yale.
El 1932 va prendre part en els Jocs Olímpics de Lake Placid, on guanyà la medalla de plata en la competició d'hoquei sobre gel.